# Percina lenticula
Percina lenticula é uma espécie de peixe da família Percidae.
É endémica dos Estados Unidos da América.